# Westliche Smaragdeidechse

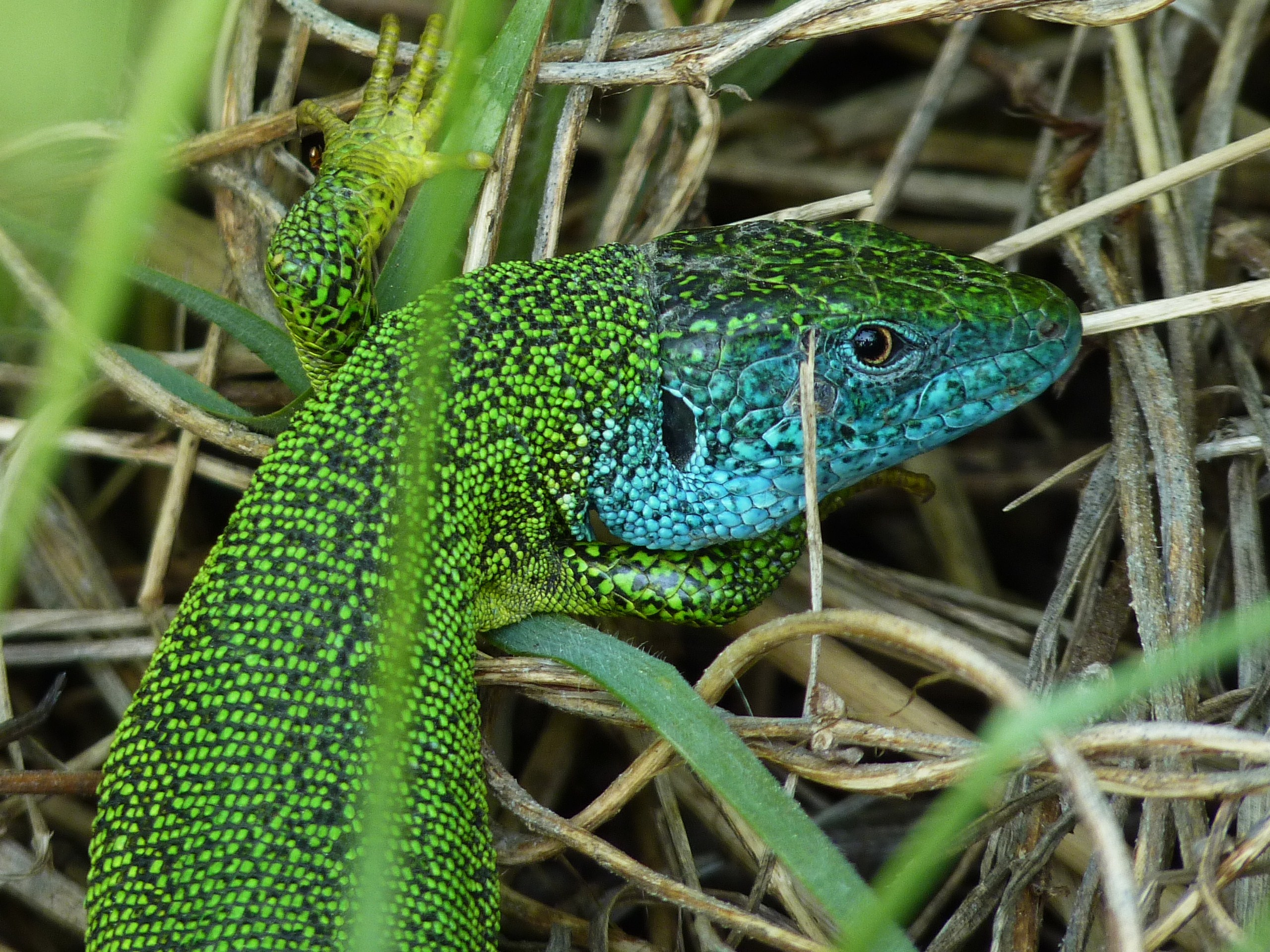

Die Westliche Smaragdeidechse (Lacerta bilineata) ist eine große europäische Eidechsenart mit grüner Grundfärbung. Erst mit dem Nachweis mangelnder Kreuzbarkeit sowie nach weiteren vergleichenden genetischen Studien wird seit etwa 1991 anerkannt, dass es sich um eine eigene Spezies neben der Östlichen Smaragdeidechse (Lacerta viridis) handelt. Zuvor waren diese Arten nicht unterschieden worden, obwohl es schon früher Hinweise und Bestrebungen dazu gegeben hatte.

## Merkmale
Es handelt sich um eine große, aber dennoch recht schlank wirkende Eidechse mit einem spitzen Kopf und einem, insbesondere bei den Männchen, recht langen Schwanz. Dessen Maße können das 1,6- bis 2,3fache der Kopf-Rumpf-Länge erreichen, welche bis zu 13 Zentimeter beträgt. Die maximale Gesamtlänge ist allerdings oft schwer zu beziffern, da viele ältere Tiere keinen unversehrten Schwanz mehr aufweisen, sondern diesen zwischenzeitlich bei Kontakt mit Fressfeinden oder bei Paarungskämpfen verloren und (unvollständig) regeneriert haben. Es werden aber bis etwa 40 Zentimeter Gesamtlänge erreicht. Die Extremitäten sind im Verhältnis zum Rumpf relativ lang; Exemplare aus Deutschland sollen durch besonders lange Hinterbeine auffallen.
Der Rücken und große Teile des Körpers sind bei beiden Geschlechtern hell- bis dunkelgrün. Die Grünfärbung entsteht allerdings erst allmählich im Laufe der ersten Lebensjahre; die Jungtiere erscheinen in Brauntönen. Während die etwas robuster wirkenden, großköpfigeren Männchen auf der grünen Grundfarbe in der Regel kleine schwarze, mitunter ornamentartig angeordnete Sprenkel aufweisen, haben die Weibchen oft ein Zeichnungsmuster mit in Reihen angeordneten, dunklen Abzeichen und weißlich-gelben Linien, die zu Längsbändern verschmelzen können. Je nach Region und Jahreszeit lassen sich die Geschlechter aber nicht immer an Zeichnungsmerkmalen unterscheiden. Bauch und Kehle sind fleckenlos weiß, grünlich oder gelb gefärbt. Mit der ersten Häutung nach der Winterruhe werden Kinn-, Kehl- und Halsregion sowohl bei Männchen als auch teilweise bei Weibchen grünblau bis „kornblumenblau“. Dieses „Paarungskleid“ erscheint beim Männchen kontrastreicher und farbintensiver.
Die obige Beschreibung passt ebenso auf die Schwesterart Östliche Smaragdeidechse. Morphologisch bestehen nur geringe Differenzen bei der Beschuppung und den Körperproportionen. Diese beiden Arten sind, abgesehen von genetischen Merkmalen, hauptsächlich an ihrer Verbreitung zu unterscheiden. Gelegentlich kann eine Smaragdeidechse auch mit einer männlichen Zauneidechse (Lacerta agilis) verwechselt werden.

## Lebensraum

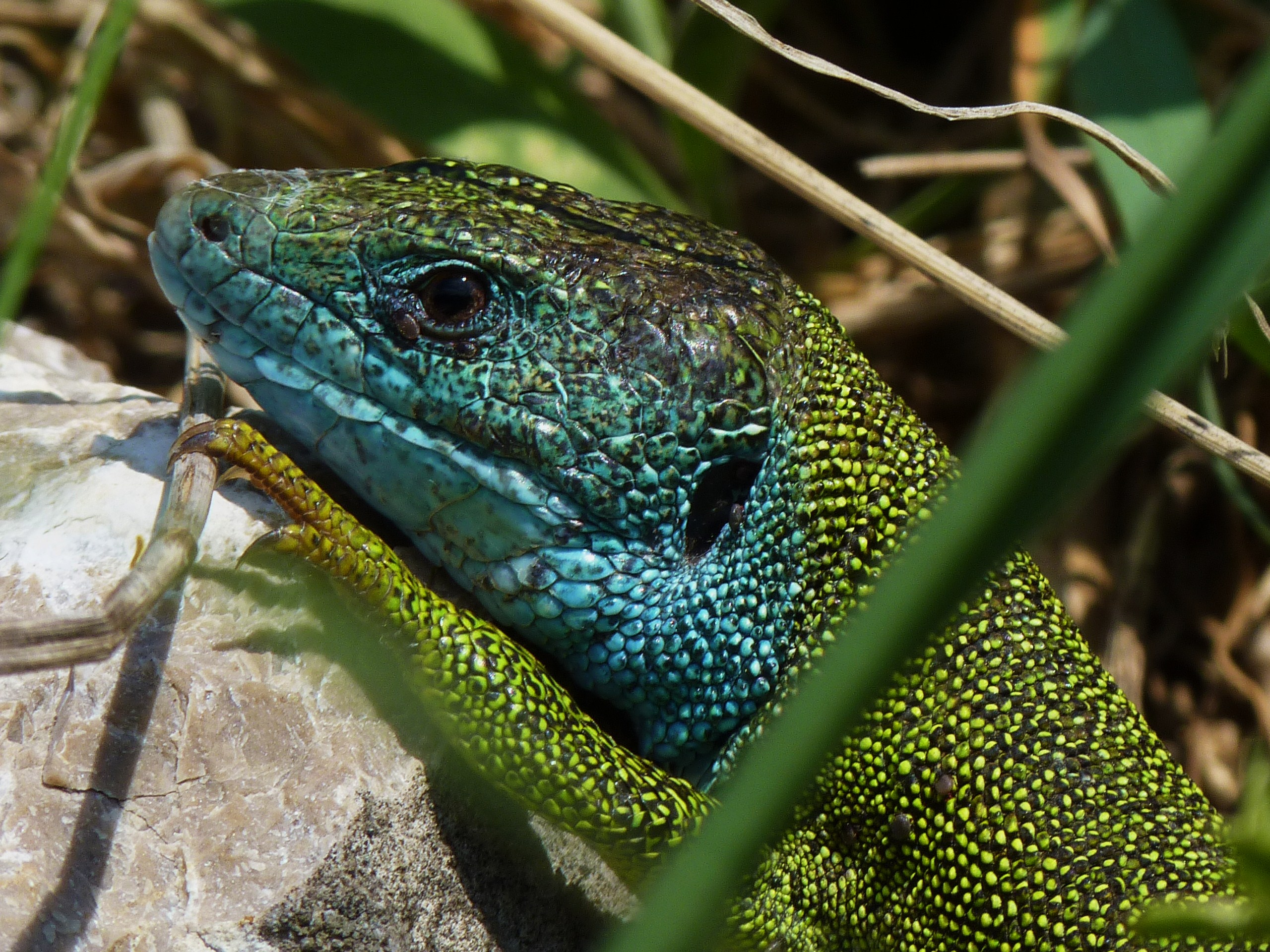

Smaragdeidechsen bevorzugen sonnenerwärmte, süd-/südwest-/südostexponierte Geländehänge mit einem ausreichenden Feuchtegrad und einer Mischung aus offenen Strukturen und mosaikartiger Vegetation als Habitat. Besonders geeignet sind beispielsweise trockenere Waldränder, vergraste Weinberge, Halbtrockenrasen (nicht jedoch gebüschlose Trockenrasen!), Ginsterheiden, Brombeerdickichte, Bahn- und Wegdämme, Wiesen mit Schlehengebüschen und schüttere Streuobstwiesen. In Smaragdeidechsen-Habitaten sind häufig Ansammlungen von Steinen mit erreichbarem Lückensystem (z. B. Lesesteinhaufen und Trockenmauern) zu finden. Im Süden des Verbreitungsgebiets sind die Vorkommen dagegen oft auf feuchte Lagen oder auf gebirgige Regionen beschränkt. Die tagaktiven Tiere nehmen insbesondere morgens und abends ausgedehnte Sonnenbäder; ansonsten klettern sie nahrungssuchend im Pflanzengestrüpp umher. Bei Gefahr huschen sie sehr flink in schützende Vegetation sowie in Spalten und Höhlungen.

## Fortpflanzung
(Hinweis: Phänologische Daten beziehen sich auf Mitteleuropa.)

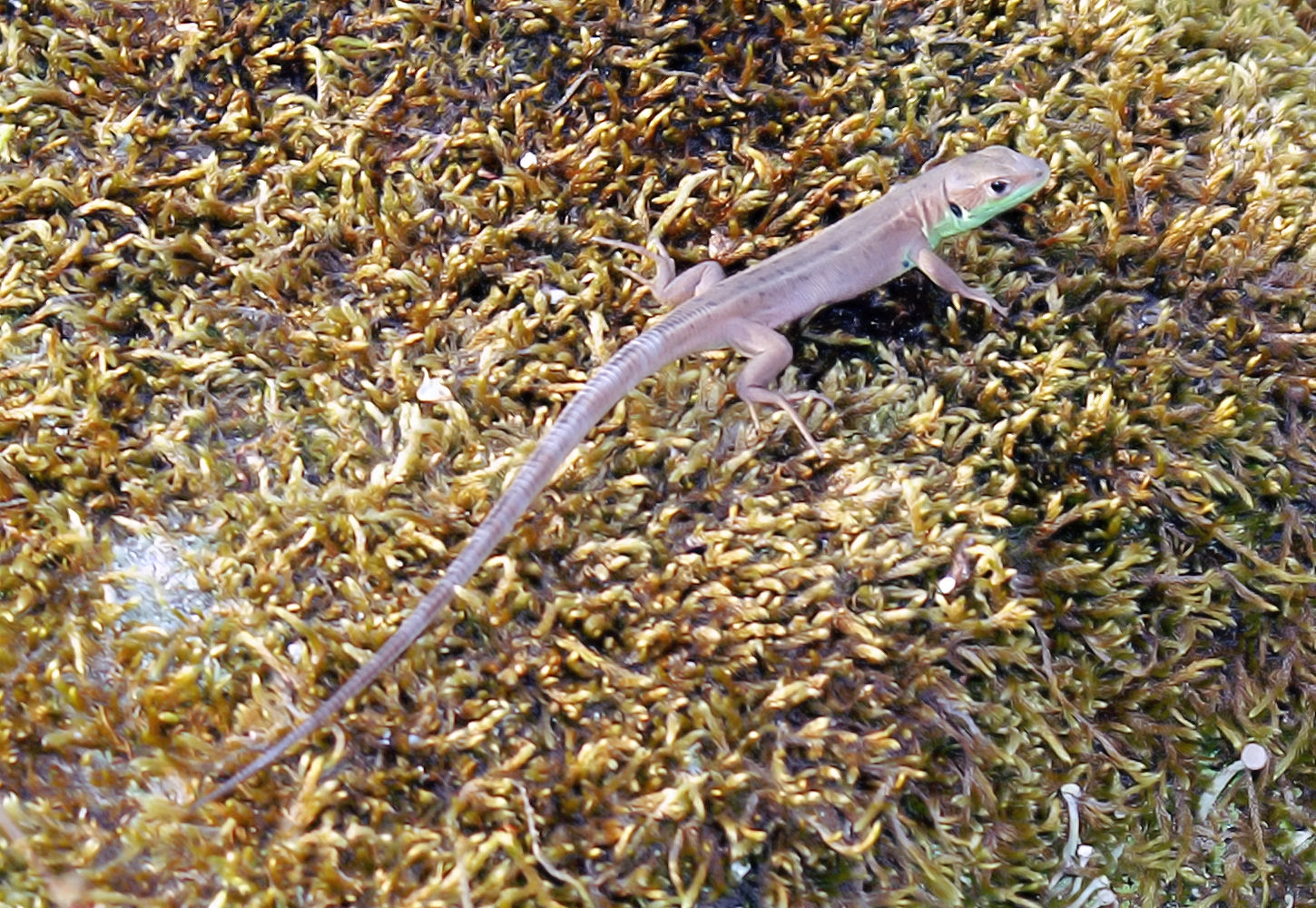
Jungtier

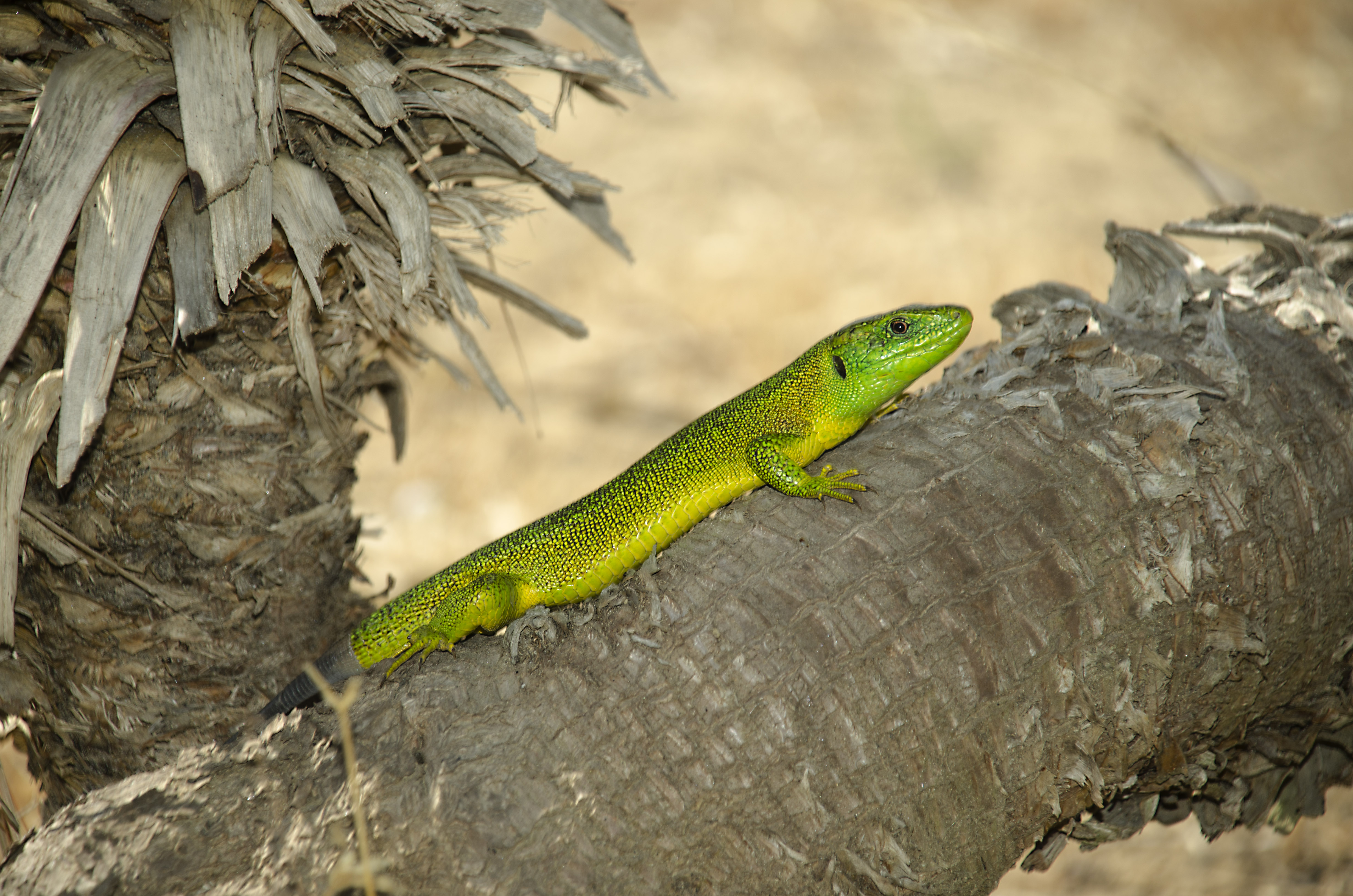
Exemplar mit nachgewachsenem Schwanz (Stranddünen bei Cavallino, Italien)

Nach der etwa sechsmonatigen Überwinterung in frostsicheren Erdhöhlen erscheinen im März oder April zuerst die Männchen, dann die Weibchen und zuletzt im Mai die Jungtiere an der Oberfläche. Zunächst steht für die wechselwarmen Tiere das Aufwärmen im Sonnenlicht im Vordergrund. Nach einer Häutung beginnen im Mai die Paarungsaktivitäten. Die Individuen beanspruchen Territorien, die die Männchen untereinander in heftigen Kämpfen mit Imponierverhalten, Beißereien und Verfolgungsjagden verteidigen. Gegenüber Weibchen zeigen sie ein typisches Balzverhalten mit bestimmten Bewegungsmustern. Bei der Paarung beißt das Männchen dem vor ihm laufenden Weibchen zunächst in den Schwanz; beide laufen dabei im sogenannten Paarungsmarsch weiter. Dann beißt es in die Flanken, biegt seinen Unterkörper unter das Weibchen und führt seinen Hemipenis in die Kloake des Weibchens ein. Die Kopulation dauert mehrere Minuten. Ein Weibchen verpaart sich bei Gelegenheit mit mehreren Männchen und umgekehrt.
Nach ungefähr drei bis sechs Wochen legen die Weibchen 6 bis 23 Eier mit zunächst etwa einem Zentimeter Breite. Die Eiablage erfolgt nachts in wahrscheinlich selbst gegrabenen Erdhöhlen, die etwa 30 Zentimeter lang sind und etwa 10 Zentimeter unter der Oberfläche liegen können. Danach bewachen und verteidigen die Weibchen das Gelege oft noch einige Tage – auch gegen andere Weibchen.
Die Entwicklung der Eier (Eizeitigung) dauert je nach Umgebungstemperatur etwa 70 bis 100 Tage. Ihr anfängliches Volumen vergrößert sich durch Wasseraufnahme um etwa ein Drittel. Die Schlüpflinge haben Körperlängen von bereits 8 bis 10 Zentimetern. Mit knapp zwei Jahren tritt die Geschlechtsreife ein, und die bis dahin rasch größer gewordenen Eidechsen verlangsamen ihr weiteres Wachstum. Es wird eine Lebenserwartung von 10 bis 12 Jahren angenommen.

## Nahrung, Fressfeinde
Smaragdeidechsen vertilgen größere Insekten, Spinnen, Asseln, Schnecken und kleine Wirbeltiere (beispielsweise Jungmäuse), aber auch Reptilieneier und -jungtiere sowie Beeren. Sie gehen mit Hilfe des Seh- und Geruchssinnes aktiv auf Beutefang, ergreifen ihre Opfer mit dem bezahnten Maul und verschlucken diese direkt oder nach mehrmaligem Kauen. Sperrige Teile wie harte Flügeldecken von Insekten werden vorher durch Schütteln entfernt.
Sie selbst gehören zum Beutespektrum von Schlangen (beispielsweise der oft syntop vorkommenden Schlingnatter), Greifvögeln und Neuntötern. Hühnervögel fressen vor allem die Jungtiere. Unter den Säugetieren sind Hauskatzen, Spitzmäuse, Igel, Füchse und Marderarten zu nennen.

## Verbreitung

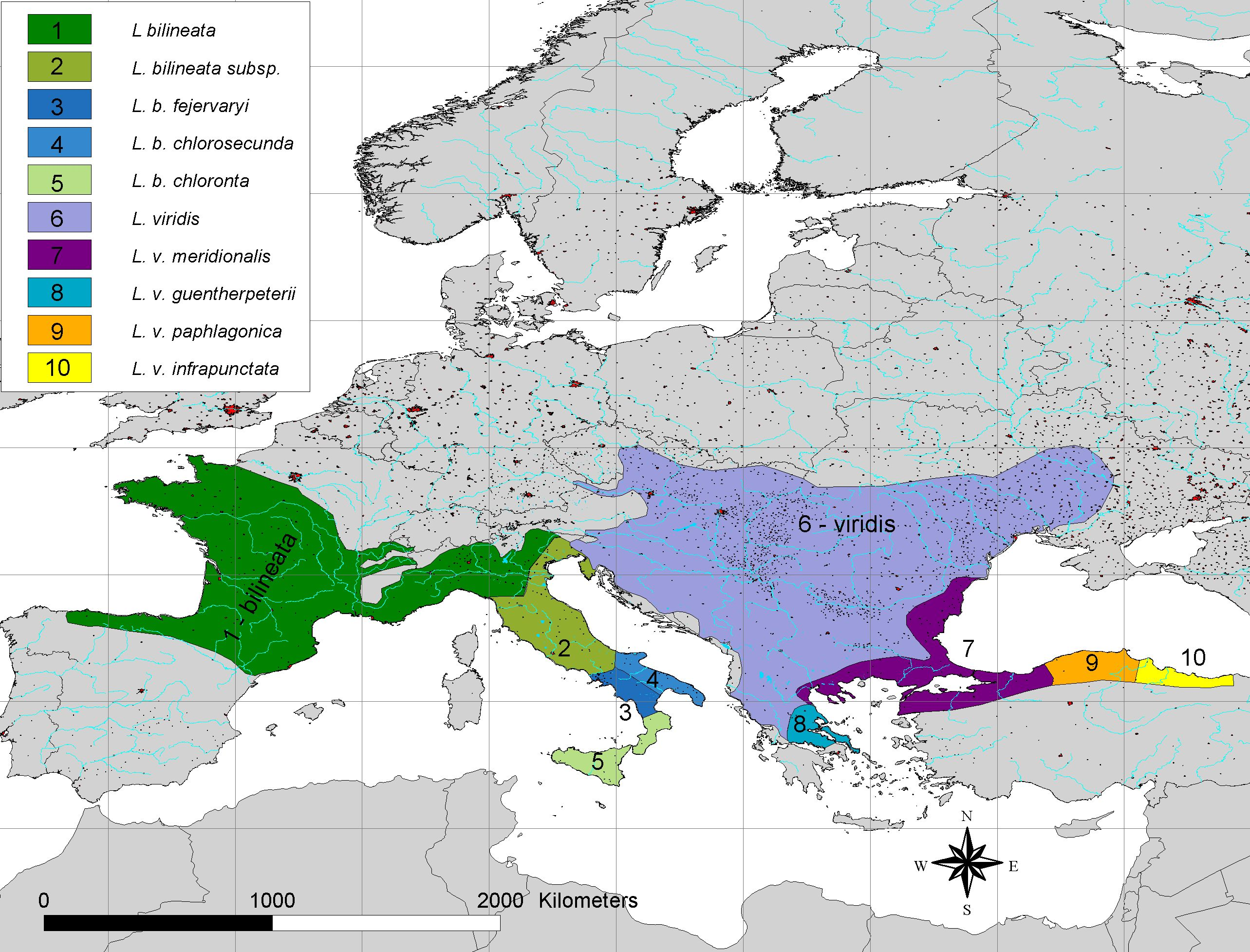
Verbreitung der Lacerta viridis Gruppe in Europa und Kleinasien

Die Westliche Smaragdeidechse kommt am Nordrand der Iberischen Halbinsel in Spanien, in weiten Teilen Frankreichs, auf den englischen Kanalinseln, im Südwesten Deutschlands, in der südlichen Schweiz, in Italien einschließlich Siziliens und auf der kroatischen Insel Cres vor. In Kansas/USA wurde die Art vom Menschen eingeführt.
In Deutschland gibt es aktuell nur noch einige inselartige Populationen in Rheinland-Pfalz, wo das mittlere Rheintal sowie die Hänge der unteren Mosel und der Nahe besiedelt werden. Im Jahr 2003 sind Smaragdeidechsen nach ca. 150 Jahren wieder für Hessen im mittleren Lahntal nachgewiesen worden. Nach ersten molekularbiologischen Untersuchungsergebnissen wird angenommen, dass es sich um eine bisher übersehene Lacerta bilineata-Population handeln könnte. Die Frage der Autochthonie ist aber nicht abschließend zu klären. Nach einem Gutachten ergeben sich aufgrund einer ausführlichen Landschaftsanalyse (ehemaliges Weinbaugebiet, tangierender Bahndamm, wärmegetönte Biotope) zumindest Anhaltspunkte, die für ein natürliches Vorkommen sprechen. Wirkliche Indizien zur Autochthonie könnten Nachweise räumlich vermittelnder Populationen aus dem Lahntal zwischen Weilburg und Lahnstein erbringen.
In früheren Jahrzehnten und Jahrhunderten war die Verbreitung in Mitteleuropa vermutlich kontinuierlicher. In Brandenburg, Bayern (Raum Passau), Österreich sowie in ganz Südosteuropa findet man die Schwesterart Östliche Smaragdeidechse (Lacerta viridis). Auch die Smaragdeidechsen-Populationen am Kaiserstuhl werden nach neuen DNA-Untersuchungen von manchen Autoren (wieder) zu Lacerta viridis gezählt und als eingebürgert angesehen, nachdem man sie zwischenzeitlich Lacerta bilineata zugeordnet hatte. Allerdings wird noch in der etwas später (2007) erschienenen Herpetofauna Baden-Württembergs davon ausgegangen, dass die südbadischen Smaragdeidechsen am Kaiserstuhl und am Tuniberg der Art Lacerta bilineata zuzurechnen seien.
Deutschland, Italien und Kroatien sind die einzigen Länder, in denen die beiden Smaragdeidechsenarten Lacerta viridis und Lacerta bilineata vorkommen. In der nordostitalienischen Region Friaul-Julisch-Venetien scheint eine Hybridisierungszone beider Arten zu bestehen; ansonsten sind ihre Verbreitungsgebiete weitestgehend allopatrisch. Auf der kroatischen Insel Cres konnte sich allerdings eine bilineata-Population halten, während diese Art in der übrigen Region Istrien wohl von der sich nach Westen ausbreitenden Östlichen Smaragdeidechse verdrängt wurde.

## Unterarten

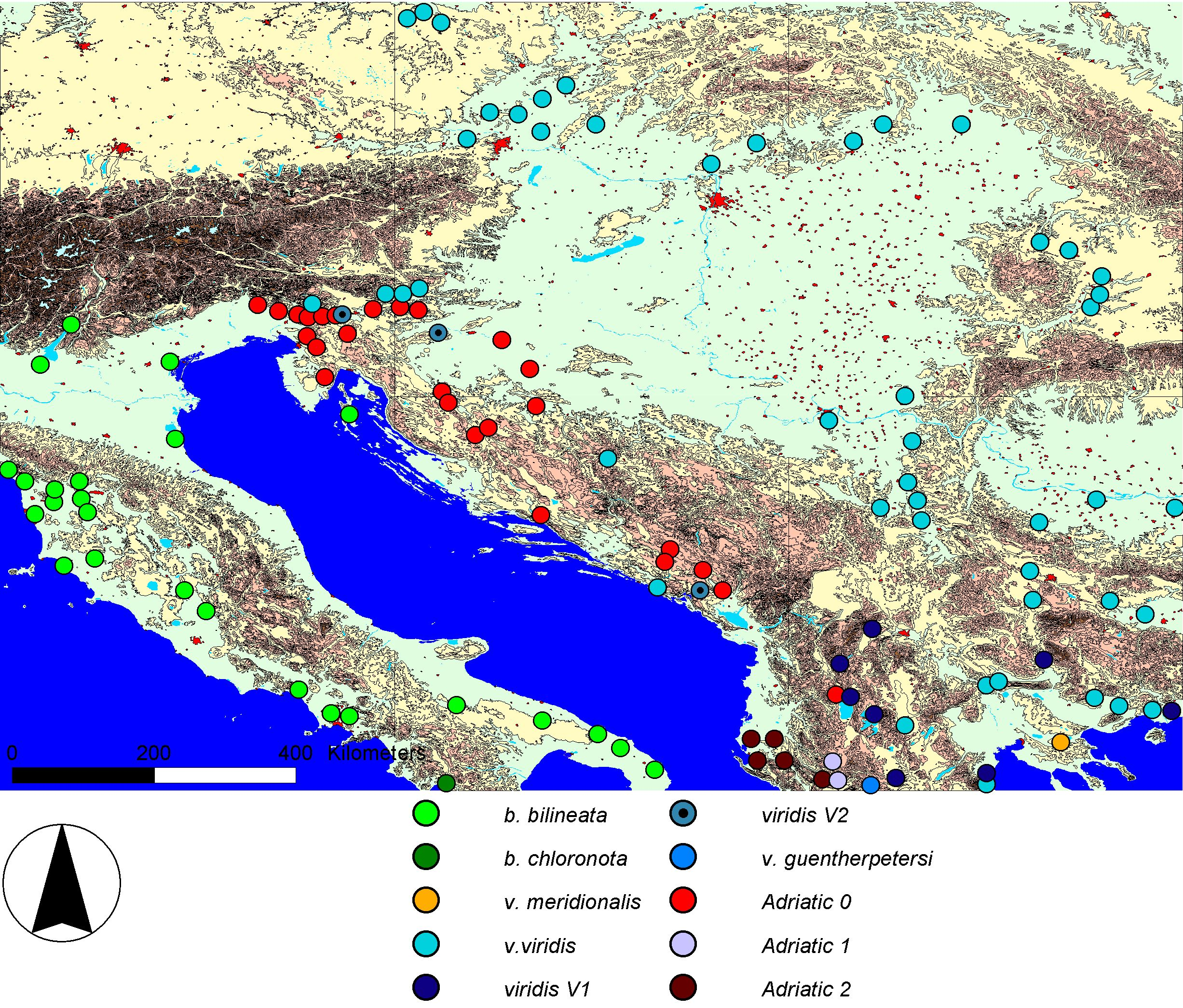
Abstammungslinien der Smaragdeidechsen (Lacerta viridis, Lacerta bilineata). Neben der östlichen und westlichen Smaragdeidechse existieren noch zwei weitere Basis-Stammlinien. Die Adriatische Linie sowie die Kleinasiatische. Die Östliche Smaragdeidechse lässt sich wiederum in drei separate Taxa untergliedern.

- Lacerta bilineata bilineata Daudin, 1802
- Lacerta bilineata chloronota Rafinesque-Schmaltz, 1810
- Lacerta bilineata chlorosecunda
- Lacerta bilineata indet (Elbing, 2001)
- Lacerta bilineata fejervaryi Vasvary, 1926

Die Unterarten bilineata, chloronota und fejervaryi waren ursprünglich als solche von Lacerta viridis beschrieben worden. Die Validität des Unterartstatus von Lacerta bilineata chlorosecunda und L. b. fejervaryi wird von manchen Autoren in Frage gestellt.

## Artbildung imLacerta viridis-bilineata-Komplex
Die Ausbildung zweier biologischer Arten von Smaragdeidechsen wurde durch biogeographische Faktoren initiiert.
Das Gesamtareal weist einen relativ engen „Flaschenhals“ südlich der Alpen auf, der eine Einschränkung des Genaustausches bedingt.
Nördlich der Alpen konnte sich nacheiszeitlich kein zusammenhängendes Verbreitungsgebiet ausbilden und erhalten.
Begünstigt durch diese weitgehende räumliche Trennung fanden selektive evolutionäre Prozesse statt, die allmählich zu einer genetischen Differenzierung in den Populationen führte. Diese wurde methodisch durch den Vergleich genetischer Distanzen von Allozymprofilen sowie von mitochondrialen DNA-Sequenzen (Cytochrom b) nachgewiesen.
Heute ist die Entwicklung so weit fortgeschritten, dass bei Kreuzungen zwischen Individuen von Lacerta bilineata und Lacerta viridis nur noch sehr eingeschränkt fertile Nachkommen entstehen.
Es wird vermutet, dass sich die Artbildung derzeit an einem „point of no return“ befindet.

## Gefährdung
Ungünstige Klimaverhältnisse und -änderungen können insbesondere am nördlichen Rand des Verbreitungsgebiets, also gerade auch in Deutschland, zu Bestandsverlusten führen. Das betrifft verstärkt territorial isolierte und durch weitere Faktoren bereits geschwächte, individuenarme Populationen. Maßgeblich wirken sich aber bestimmte anthropogene Maßnahmen in den Lebensräumen aus, die man allgemein als extensive Kulturlandschaften charakterisieren kann. Die Intensivierung der Bewirtschaftung (z. B. Durchführung von Maßnahmen zur Flurbereinigung), der Ausbau von Verkehrswegen oder die Verbuschung bzw. Aufforstung von halboffenen Habitaten sind unter anderem zu nennen. Möglicherweise spielt auch der Wegfang durch „Liebhaber“ eine Rolle, obwohl die Art unter anderem nach der Berner Konvention geschützt ist.
Weiterer Schutzstatus (Auswahl)
- FFH-Richtlinie: "eigentlich" Anhang IV (streng zu schützende Art; wegen der jungen Taxonomie allerdings nicht explizit aufgeführt!)
- Bundesartenschutzverordnung (BArtSchV): Anlage 1
- Bundesnaturschutzgesetz (BNatSchG): streng geschützt

Nationale Rote-Liste-Einstufungen (Auswahl)
- Rote Liste der Bundesrepublik Deutschland: 2 – stark gefährdet
- Rote Liste Österreichs: (diese Art kommt hier nicht vor)
- Rote Liste der Schweiz: VU – vulnerable (gefährdet)